# Emmanuel Schmitt
Pour les articles homonymes, voir Schmitt.
Emmanuel Schmitt, né le 19 septembre 1966 à Mulhouse, est un joueur et entraîneur français de basket-ball. Il mesure 1,94 m. Il a été joueur professionnel de basket-ball pendant 17 ans.

## Biographie
Emmanuel Schmitt naît le 19 septembre 1966 à Mulhouse.
Il fait ses débuts en première division française le 14 novembre 1981 et devient le plus jeune joueur à y jouer.
Il quitte le milieu du basket entre 2008 et 2013.

## Clubs
- 1981 - 1984 :  Mulhouse BC (Nationale 1)
- 1984 - 1989 :  ES Avignon (Nationale 1)
- 1989 - 1991 :  RC Paris (Nationale 1 A)
- 1991 - 1992 :  Reims CB (Nationale 1 A)
- 1992 - 1994 :  ALM Évreux (Nationale 1 B)
- 1994 - 1999 :  Élan chalonnais (Pro B puis Pro A)

## Entraîneur
- 1999 - 2002 :  Élan chalonnais (centre de formation)[1]
- 2002 :  Élan chalonnais (Pro A)[1]
- 2003 - 2008 :  Geneva Devils (Ligue Nationale A)[2]
- 2004 - 2008 :  Équipe nationale suisse[2]
- 2013 - 2017 :  Union Neuchâtel (Ligue Nationale A)[2]
- 2017 - 2018 :  Hyères-Toulon VB  (Jeep Elite Pro A)[1]
- 2018 - mars 2019 : BBC Monthey (Ligue Nationale A)
- 2019 - 2024 :  Aix-Maurienne SB (Pro B)

## Palmarès entraîneur
- Élu coach espoirs de l'année 2001
- Vainqueur de la Coupe de la Ligue Suisse 2004, 2014
- Vainqueur de la Coupe de Suisse 2004
- Vice-champion Suisse 2005, 2015, 2016
- Finaliste de la Coupe de Suisse 2015
- Demi finaliste Eurobasket division B avec l'équipe nationale Suisse 2007